# Sergio Henao
Sergio Luis Henao Montoya (Rionegro, 10 december 1987) is een voormalig Colombiaans wielrenner. Henao gold als een talentvolle klimmer annex ronderenner, hetgeen hij liet zien door in 2010 de Ronde van Colombia te winnen. Hij is de neef van Sebastián Henao.
In 2016 nam Henao deel aan de wegwedstrijd op de Olympische Spelen in Rio de Janeiro, maar reed deze niet uit.

## Palmares

### Overwinningen
2007
4e en 6e etappe Clásico Banfoandes
Eindklassement Clásico Banfoandes
2009
3e etappe Grote Prijs van Portugal
Eindklassement Grote Prijs van Portugal
4e etappe Cinturón a Mallorca
Eindklassement Cinturón a Mallorca
3e etappe Coupe des Nations Ville Saguenay
2010
1e (ploegentijdrit), 4e en 10e etappe Ronde van Colombia
Eindklassement Ronde van Colombia
2011
2e etappe deel A Ronde van Colombia (ploegentijdrit)
Proloog en 5e etappe Ronde van Utah
2013
3e etappe Ronde van Algarve
3e etappe Ronde van het Baskenland
2e etappe Ronde van Italië (ploegentijdrit)
2015
6e etappe Ronde van Polen
2016
Bergklassement Tour Down Under
Puntenklassement Ronde van het Baskenland
2017
 Colombiaans kampioen op de weg, Elite
Eindklassement Parijs-Nice
2018
 Colombiaans kampioen op de weg, Elite
2024
2e en 4e etappe Ronde van Antioquia
Eindklassement Ronde van Antioquia
1e etappe Clasica Marinilla Ramon Emilio Arcil
Eindklassement Clasica Marinilla Ramon Emilio Arcil
1e etappe Ronde van Rio de Janeiro
Eindklassement Ronde van Rio de Janeiro
2025
Eindklaseement Jamaica International Cycling Classic

### Resultaten in voornaamste wedstrijden
| Jaar | Ronde van Italië | Ronde van Frankrijk | Ronde van Spanje |
| ---- | ---------------- | ------------------- | ---------------- |
| 2012 | 9e               |                     | 14e              |
| 2013 | 16e              |                     | 28e              |
| 2014 |                  |                     |                  |
| 2015 |                  |                     | 22e              |
| 2016 |                  | 12e                 |                  |
| 2017 |                  | 28e                 |                  |
| 2018 | 13e              |                     | 28e              |
| 2019 |                  | 47e                 | 45e              |
| 2020 |                  |                     | 15e              |
| 2021 |                  | 21e                 | opgave           |

| Jaar | Amstel Gold Race | Luik-Bast.‑Luik | Ronde van Lombardije | Waalse Pijl | Clásica San Sebastián |  | WK op de weg |  | Wereldranglijsten |
| ---- | ---------------- | --------------- | -------------------- | ----------- | --------------------- |  | ------------ |  | ----------------- |
| 2012 | 21e              | 29e             | 5e                   | 14e         | 20e                   |  | 9e           |  | 19e (UWT)         |
| 2013 | 6e               | 16e             | opgave               | ↑           |                       |  | 15e          |  | 19e (UWT)         |
| 2014 |                  |                 |                      |             |                       |  |              |  | 218e (UWT)        |
| 2015 | 33e              | 7e              | 9e                   | 7e          |                       |  |              |  | 32e (UWT)         |
| 2016 | 28e              |                 |                      |             |                       |  |              |  | 14e (UWT)         |
| 2017 | 6e               | 13e             | 73e                  | 4e          | 16e                   |  | 115e         |  | 25e (UWT)         |
| 2018 | 18e              | 9e              | 52e                  | 11e         |                       |  | 48e          |  | 95e (UWT)         |
| 2019 | 29e              | 29e             |                      | 20e         |                       |  |              |  | 373e (UWR)        |
| 2020 |                  | 42e             |                      | 76e         |                       |  | 50e          |  |                   |
| 2021 | 30e              | 77e             |                      | 28e         |                       |  |              |  |                   |

### Resultaten in kleinere rondes
| Jaar | Tour Down Under | Parijs-Nice | Tirreno-Adriatico | Ronde van het Baskenland | Critérium du Dauphiné | Ronde van Zwitserland | Ronde van Polen |
| ---- | --------------- | ----------- | ----------------- | ------------------------ | --------------------- | --------------------- | --------------- |
| 2012 |                 |             |                   | 13e                      |                       |                       | ↑               |
| 2013 |                 |             | 12e               | ↑ (1)                    |                       |                       | 5e              |
| 2014 |                 |             |                   |                          |                       | opgave                |                 |
| 2015 |                 |             |                   | ↑                        |                       | 11e                   | 8e (1)          |
| 2016 | ↑               | 6e          |                   | ↑                        | 13e                   |                       |                 |
| 2017 | 12e             | ↑           |                   | 8e                       |                       |                       |                 |
| 2018 |                 | 12e         |                   |                          |                       |                       | 21e             |
| 2019 |                 | 31e         |                   |                          |                       |                       |                 |
| 2020 |                 |             | 22e               |                          |                       |                       |                 |

## Ploegen
- 2007 –  Colombia es Pasión Team
- 2008 –  Colombia es Pasión-Coldeportes
- 2009 –  Colombia es Pasión-Coldeportes
- 2011 –  Gobernación de Antioquia-Indeportes Antioquia
- 2012 –  Sky ProCycling
- 2013 –  Sky ProCycling
- 2014 –  Team Sky
- 2015 –  Team Sky
- 2016 –  Team Sky
- 2017 –  Team Sky
- 2018 –  Team Sky
- 2019 –  UAE Team Emirates
- 2020 –  UAE Team Emirates
- 2021 –  Team Qhubeka-ASSOS
- 2022 –  2nBike Emanuel Ibarry
- 2023 –  Denver Disruptors
- 2024 –  Nu Colombia
- 2025 –  Nu Colombia

Appollonio ·
Barry ·
Boasson Hagen ·
Cavendish  ·
Eisel ·
Dowsett ·
Flecha ·
Froome ·
Henao ·
Hayman ·
Hunt ·
Kennaugh ·
Knees ·
Löfkvist ·
Nordhaug ·
Pate ·
Porte ·
Puccio ·
Rogers ·
Rowe ·
Siwtsow ·
Stannard ·
Sutton ·
Swift ·
Thomas ·
Urán ·
Wiggins ·
Zandio ·
Martinelli (stagiair) 
Boasson Hagen ·
Boswell ·
Cataldo ·
Dombrowski ·
Eisel ·
Edmondson ·
Froome ·
Henao ·
Hayman ·
Kennaugh ·
Kiryjenka ·
Knees ·
López ·
Pate ·
Porte ·
Puccio ·
Rasch ·
Rowe ·
Siwtsow ·
Stannard ·
Sutton ·
Swift ·
Thomas ·
Tiernan-Locke ·
Urán ·
Wiggins ·
Zandio
Boasson Hagen · Boswell · Cataldo · Deignan · Dombrowski · Earle · Edmondson · Eisel · Froome · Seb. Henao · Ser. Henao · Kennaugh · Kiryjenka · Knees · López · Nieve · Pate · Porte · Puccio · Rasch · Rowe · Siwtsow · Stannard · Sutton · Swift · Thomas · Tiernan-Locke · Wiggins   · Zandio
Boswell · Deignan · Earle · Eisel · Fenn · Froome · Seb.Henao · Ser.Henao · Kennaugh · Kiryjenka   · Knees · König · López · Nieve · Nordhaug · Pate · Poels · Porte · Puccio · Roche · Rowe · Siwtsow · Stannard · Sutton · Swift · Thomas · Viviani · Wiggins   (tot 12/04) · Zandio · Geoghegan Hart (stagiair) · Peters (stagiair)
Boswell · Deignan · Fenn · Froome · Gołaś · Seb.Henao · Ser.Henao · Intxausti · Kennaugh · Kiryjenka   · Knees · König · Kwiatkowski · Landa · López · Moscon · Nieve · Nordhaug · Peters · Poels · van Poppel · Puccio · Roche · Rowe · Stannard · Swift · Thomas · Viviani · Zandio · Doull (stagiair)
Boswell · Deignan · Dibben · Doull · Elissonde · Froome · Geoghegan Hart · Gołaś · Seb. Henao · Ser. Henao · Intxausti · Kennaugh · Kiryjenka · Knees · Kwiatkowski · Landa · López · Moscon · Nieve · Poels · van Poppel · Puccio · Rosa · Rowe · Stannard · Thomas · Viviani · Wiśniowski
van Baarle · Basso · Bernal · Castroviejo · de la Cruz · Deignan · Dibben · Doull · Elissonde · Froome · Geoghegan Hart · Gołaś · Halvorsen · Seb. Henao · Ser. Henao · Intxausti · Kiryjenka · Knees · Kwiatkowski · Lawless · López · Moscon · Poels · Puccio · Rosa · Rowe · Sivakov · Stannard · Thomas · Wiśniowski
Aru · Bohli · Bystrøm · Consonni · Conti · Costa · Đurasek · Ferrari · Gaviria · Henao · Kristoff · Laengen · Marcato · Martin · Mirza · Molano · Mori · Muñoz · I. Oliveira · R. Oliveira · Petilli · Philipsen · Pogačar · Polanc · Ravasi · Raboesjenka · Sutherland · Troia  · Ulissi
Ardila · Aru · Bjerg · Bohli · Bystrøm · Conti · Costa · Covi · De la Cruz · Dombrowski · Formolo · Gaviria · Henao · Kristoff · Laengen · Marcato · McNulty · Mirza · Molano · Muñoz · I. Oliveira · R. Oliveira · Philipsen · Pogačar · Polanc · Ravasi · Raboesjenka · Richeze · Troia · Ulissi
Armée · Aru · Barbero · Bennett · Brown · Campenaerts · Claeys · Clarke · Dlamini · Frankiny · Gogl · Hansen · Henao · Janse van Rensburg · Lindeman · Nizzolo  · Pelucchi · Power · Pozzovivo · Schmid · Stokbro · Sunderland · Tanfield · Vacek · Vinjebo · Walscheid · Wiśniowski